# Parapallene calmani
Parapallene calmani är en havsspindelart som beskrevs av Flynn, T.T. 1928. Parapallene calmani ingår i släktet Parapallene och familjen Callipallenidae. Inga underarter finns listade i Catalogue of Life.